# Britt Janyk
 Britt Janyk  (Vancouver, 21 mei 1980) is een Canadese voormalig alpineskiester. Ze nam deel aan de Olympische Winterspelen van 2010 in Vancouver.

## Biografie
Janyk maakte haar wereldbekerdebuut op 31 oktober 1999 in Tignes . Op 8 december 2007 in Aspen won zij haar eerste (en enige) wereldbekerwedstrijd op de afdaling. Op de Wereldkampioenschappen alpineskiën 2007 in Åre eindigde ze als vierde op de Super G, haar beste resultaat ooit op een wereldkampioenschap. Tijdens het seizoen 2007/2008 eindigde ze op een derde plaats in de Wereldbeker afdaling. Tijdens de Olympische Winterspelen 2010 in Vancouver eindigde ze als zesde op de afdaling. Daarnaast behaalde ze nog een zeventiende plaats op de Super G. 
Op 17 mei 2011 kondigde Janyk haar afscheid aan.
Britt Janyk is de oudere zus van Michael Janyk.

## Resultaten

### Titels
- Canadees kampioene super G - 2002, 2006, 2009
- Canadees kampioene reuzenslalom - 2002, 2003, 2004, 2007, 2010
- Canadees kampioene slalom - 2003, 2004
- Canadees kampioene afdaling - 2006, 2010

### Wereldkampioenschappen
| Jaar | Plaats                 | Resultaten                                                     |
| ---- | ---------------------- | -------------------------------------------------------------- |
| 1999 | Vail-Beaver Creek      | 31e Reuzenslalom DNF Slalom                                    |
| 2001 | Sankt Anton am Arlberg | 23e Reuzenslalom DNS Slalom                                    |
| 2003 | Sankt Moritz           | 26e Slalom                                                     |
| 2007 | Åre                    | 26e Super G 12e Afdaling 18e Super-Combinatie 32e Reuzenslalom |
| 2009 | Val-d'Isère            | 17e Super-G 26e Reuzenslalom DNF Afdaling                      |
| 2011 | Garmisch-Partenkirchen | 15e Afdaling 15e Super G 28e Reuzenslalom DNS2 Supercombinatie |

### Olympische Spelen
| Jaar | Plaats    | Resultaten                               |
| ---- | --------- | ---------------------------------------- |
| 2010 | Vancouver | 6e Afdaling 17e Super-G 25e Reuzenslalom |

### Wereldbeker

#### Eindklasseringen
| Seizoen   | Algm | AD    | SL  | RS  | SG  | SC  |
| --------- | ---- | ----- | --- | --- | --- | --- |
| 2000/2001 | 80e  | -     | -   | 32e | -   | -   |
| 2001/2002 | 71e  | -     | 41e | 42e | -   | 12e |
| 2002/2003 | 34e  | -     | 29e | 17e | -   | -   |
| 2003/2004 | 79e  | -     | 50e | 30e | -   | -   |
| 2004/2005 | 77e  | -     | 38e | -   | -   | 19e |
| 2006/2007 | 28e  | 26e   | -   | -   | 7e  | 31e |
| 2007/2008 | 12e  | Brons | -   | 55e | 13e | -   |
| 2008/2009 | 40e  | 26e   | -   | -   | 17e | -   |
| 2009/2010 | 38e  | 18e   | -   | -   | 21e | -   |
| 2010/2011 | 37e  | 21e   | -   | -   | 20e | -   |

#### Wereldbekerzeges
| Datum           | Plaats | Discipline |
| --------------- | ------ | ---------- |
| 8 december 2007 | Aspen  | Afdaling   |